# 鈴江彬
鈴江 彬（すずえ あきら、1986年12月25日 - ）は、神奈川県横浜市出身の元プロ野球選手（投手）。右投右打。NPBでは育成選手であった。

## 来歴・人物
横浜隼人高から東京農業大学を中退、地元のクラブチーム・神奈川BBトリニティーズ（現横浜ベイブルース）に所属した。2006年に台湾・興農ブルズの入団テストを受験し、二軍の試合でも1試合登板したが、入団に至らず帰国した。
2007年にNPB入りを目指して、シーズン途中からBCリーグの信濃グランセローズへ入団。入団後すぐに中継ぎに固定された。
2008年は先発、中継ぎ、抑えのすべてをこなせる投手としてチームに貢献。安定した投球で四死球の数は格段に減り、WHIPは1.20を切った。シーズン終了後、給前信吾とともにNPB球団の北海道日本ハムファイターズや千葉ロッテマリーンズの入団テストを受験し、10月30日のドラフト会議でロッテから育成選手として2位指名を受けた。グランセローズ出身者として初のNPB所属選手となった。
2010年はファーム日本選手権で1点リードの延長10回に登板し、セーブを挙げ胴上げ投手となった。2012年は3試合の登板で防御率6.75の成績に終わり、10月7日に戦力外通告を受ける。
2016年からは、社会人野球のクラブチーム・横浜中央クラブに所属していた。

## 詳細情報

### 年度別投手成績
- 一軍公式戦出場なし

### 独立リーグでの投手成績
| 年 度     | 球 団     | 登 板 | 完 投 | 完 封 | 無 四 球 | 勝 利 | 敗 戦 | セ 丨 ブ | 勝 率 | 打 者 | 投 球 回 | 被 安 打 | 被 本 塁 打 | 与 四 球 | 与 死 球 | 奪 三 振 | 暴 投 | ボ 丨 ク | 失 点 | 自 責 点 | W H I P | 防 御 率 |
| --------- | --------- | ----- | ----- | ----- | -------- | ----- | ----- | -------- | ----- | ----- | -------- | -------- | ----------- | -------- | -------- | -------- | ----- | -------- | ----- | -------- | ------- | -------- |
| 2007      | 信濃      | 25    | 0     | 0     | 0        | 3     | 2     | 2        | .600  | 166   | 38       | 35       | 1           | 13       | 4        | 19       | 1     | 0        | 11    | 9        | 1.37    | 2.13     |
| 2008      | 信濃      | 29    | 1     | 0     | 0        | 2     | 2     | 2        | .500  | 339   | 82.2     | 88       | 4           | 13       | 4        | 46       | 5     | 0        | 35    | 29       | 1.18    | 3.16     |
| 通算：2年 | 通算：2年 | 54    | 1     | 0     | 0        | 5     | 4     | 4        | .555  | 505   | 120.2    | 123      | 5           | 26       | 8        | 65       | 6     | 0        | 46    | 38       | 1.30    | 2.83     |

### 背番号
- 40 （2006年）
- 98 （2007年 - 2008年）
- 128 （2009年 - 2012年）